# Manchikallu
Manchikallu é uma vila no distrito de Guntur, no estado indiano de Andhra Pradesh . Ele está localizado na Rentachintala mandal da divisão de receita Gurazala . :14

## Governança
Manchikallu gram panchayat é o governo autônomo local da aldeia.

## Governo e política
Manchikallu gram panchayat é o governo autônomo local da aldeia.  É dividido em alas e cada ala é representada por um membro da ala. Os membros da ala são chefiados por um Sarpanch .